# Pieczarka urynowa

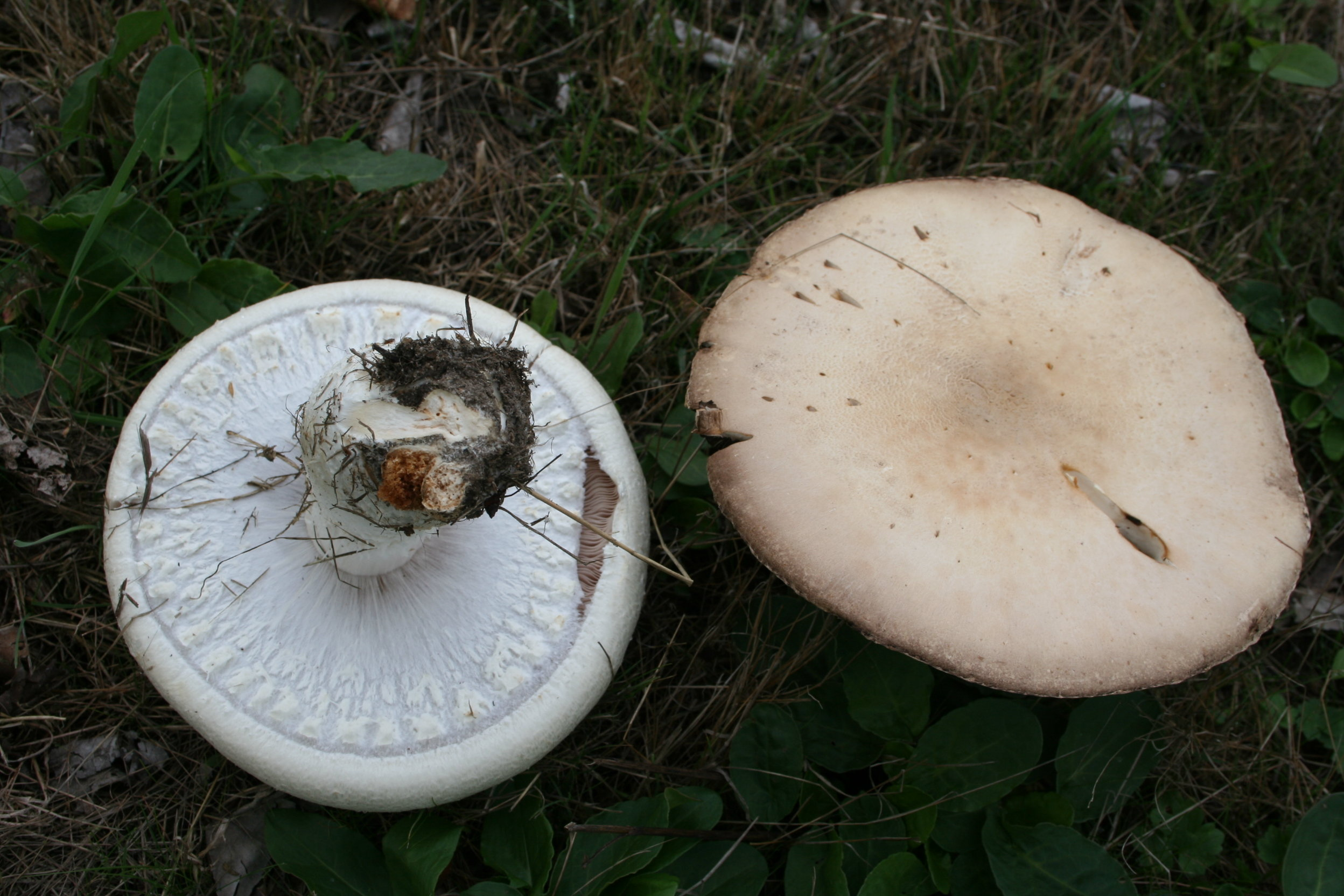

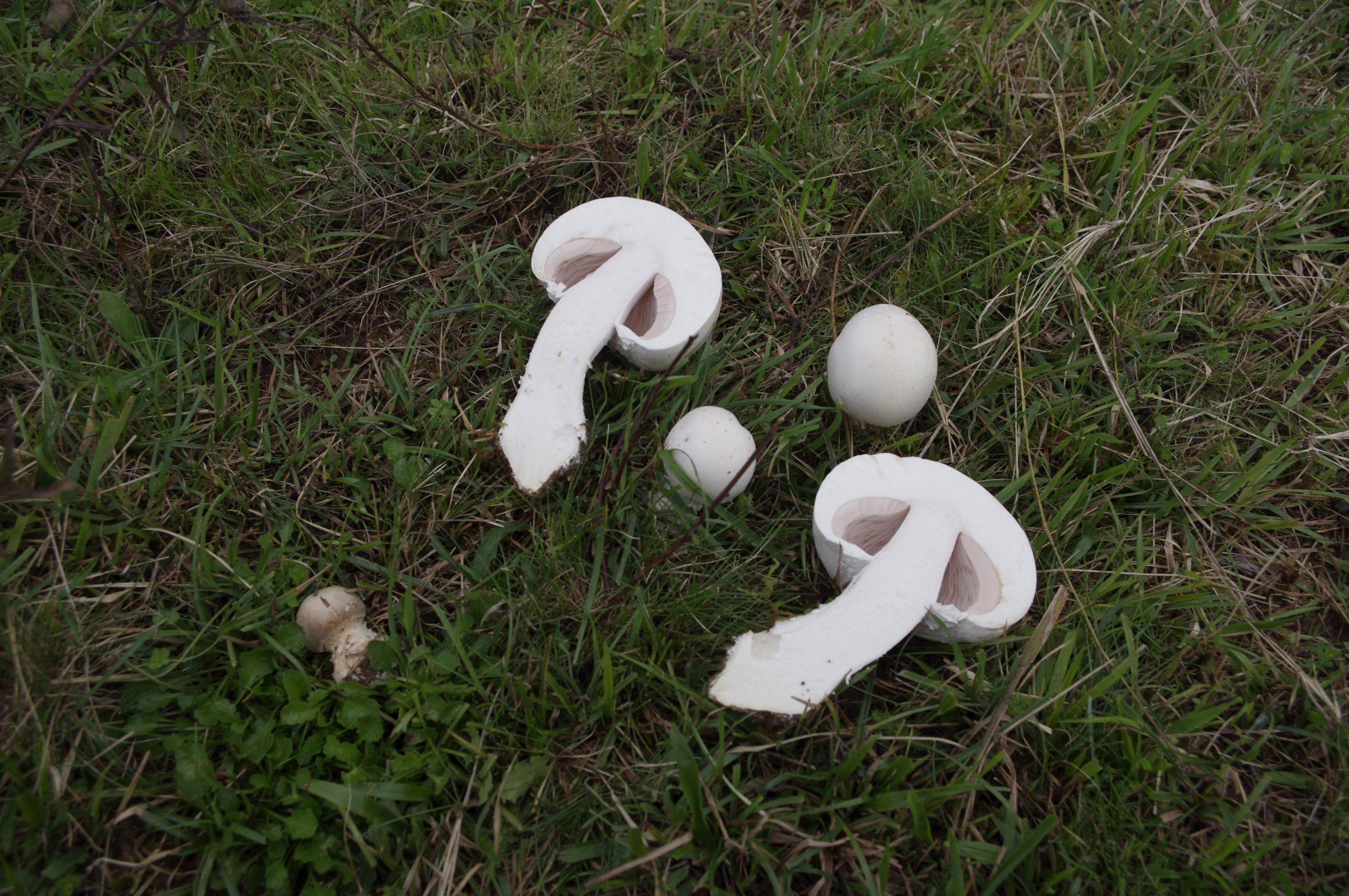

Pieczarka urynowa, pieczarka słomkowożółta, pieczarka wielkozarodnikowa (Agaricus urinascens (Jul. Schäff. & F.H. Møller) Singer) – gatunek grzybów z rodziny pieczarkowatych (Agaricaceae).

## Systematyka i nazewnictwo
Pozycja w klasyfikacji według Index Fungorum: Agaricaceae, Agaricales, Agaricomycetidae, Agaricomycetes, Agaricomycotina, Basidiomycota, Fungi.
Po raz pierwszy takson ten zdiagnozowali w 1938 r. Julius Schäffer i Friedrich Alfred Møller, nadając mu nazwę Psalliota urinascens. Obecną, uznaną przez Index Fungorum nazwę, nadał mu w 1951 r. Rolf Singer.
Niektóre synonimy naukowe:

- Agaricus albertii Bon 1988
- Agaricus crocodilinus var. stramineus (Jul. Schäff. & F.H. Møller) Hlaváček 1976
- Agaricus macrosporus (F.H. Møller & Jul. Schäff.) Pilát 1951
- Agaricus macrosporus var. stramineus (Jul. Schäff. & F.H. Møller) Bon 1985
- Agaricus schaefferianus Hlaváček 1987
- Agaricus schaefferianus Hlaváček 1987
- Agaricus stramineosquamulosus Rauschert 1992
- Agaricus stramineus (Jul. Schäff. & F.H. Møller) Singer 1951
- Agaricus substramineus Courtec. 1985
- Agaricus villaticus Brond. 1830
- Fungus villaticus (Brond.) Kuntze 1898
- Pratella campestris var. villatica (Brond.) Gillet 1878
- Pratella villatica (Brond.) Gillet 1884
- Psalliota arvensis subsp. macrospora F.H. Møller & Jul. Schäff. 1938
- Psalliota arvensis var. villatica (Brond.) Cleland & Cheel 1918
- Psalliota campestris var. villatica (Brond.) Cheel 1913
- Psalliota macrospora (F.H. Møller & Jul. Schäff.) F.H. Møller 1951
- Psalliota straminea Jul. Schäff. & F.H. Møller 1938
- Psalliota urinascens Jul. Schäff. & F.H. Møller 1938[2].

Polską nazwę pieczarka urynowa zarekomendowała Komisja ds. Polskiego Nazewnictwa Grzybów Polskiego Towarzystwa Mykologicznego w 2025 r. Gatunek ten opisywany był także jako pieczarka słomkowa oraz pieczarka słomkowożółta. W niektórych opracowaniach (m.in. w checklist W. Wojewody) opisywany jest jako pieczarka wielkozarodnikowa (Agaricus macrosporus (F.H. Møller & Jul. Schäff.) Pilát), jednak według Index Fungorum jest to synonim Agaricus urinascens.

## Morfologia
Kapelusz
Za młodu półkulisty, później wypukły do płaskiego; biały, mięsisty, przy nacisku powoli przebarwiający się na żółto; z wierzchu delikatnie jedwabisto-łuseczkowaty. Średnicy 15–25 cm, a nawet do 50 cm.
Blaszki
Początkowo szare potem purpurowobrązowe; gęste, nie przyrośnięte do trzonu.
Trzon
Mocny i bardzo gruby, dosyć krótki, z delikatnie kosmkowatą powierzchnią; z pierścieniem bardzo szerokim, grubym, początkowo odstającym poziomo, o ząbkowanym brzegu; niżej żółtawy.
Miąższ
Biały, na przekroju w trzonie wolno przebarwia się na pomarańczowo lub czerwonawo; smak łagodny, słaby zapach anyżku.
Wysyp zarodników
Ciemny, purpurowobrązowy. Zarodniki eliptyczne, gładkie, o rozmiarach 8,5–12,5 × 5,5–6,5 µm, bez pory rostkowej.
Gatunki podobne
Może być mylony ze śmiertelnie trującymi muchomorami, na przykład z muchomorem zielonawym, czyli sromotnikowym (Amanita phalloides), czy też z muchomorem wiosennym (Amanita verna) bądź z muchomorem jadowitym (Amanita virosa). Podobna jest również blisko spokrewniona, jadalna pieczarka biaława (Agaricus arvensis), która ma mniejsze zarodniki oraz trująca pieczarka karbolowa (Agaricus xanthoderma).

## Występowanie i siedlisko
Występuje w Ameryce Północnej, Europie i na Nowej Zelandii. Jest dość rzadki, miejscami rozpowszechniony. W Polsce gatunek rzadki. Znajduje się na Czerwonej liście roślin i grzybów Polski. Ma status R – potencjalnie zagrożony z powodu ograniczonego zasięgu geograficznego i małych obszarów siedliskowych. Znajduje się na listach gatunków zagrożonych także w Belgii i Norwegii.
Naziemny grzyb saprotroficzny. Owocniki od sierpnia do października, przeważnie na skrajach lasów, w miejscach trawiastych (na łąkach, pastwiskach), zwłaszcza w średnich górach i w Alpach.

## Znaczenie
Grzyb jadalny i bardzo wydajny.